# Petro Fedeszyn
Petro Fedeszyn lub Piotr Fedyszyn (ur. 1890 w Dmytrowicach, zm. 1940 na Ukrainie) – polski rolnik i polityk narodowości ukraińskiej, poseł na Sejm II RP III kadencji.

## Życiorys
Z zawodu rolnik, działał także w administracji lokalnej jako naczelnik gminy Dmytrze w powiecie lwowskim. W 1934 objął mandat posła III kadencji w miejsce zmarłego Romana Stroynowskiego. Sprawował go do 1935, zasiadając w klubie Bezpartyjnego Bloku Współpracy z Rządem. W trakcie II wojny światowej zatrzymany 22 maja 1940 przez funkcjonariuszy NKWD obwodu lwowskiego, a następnie na Ukrainie rozstrzelany.
Pochowany na Polskim Cmentarzu Wojennym w Kijowie-Bykowni.

## Odznaczenia
- Srebrny Krzyż Zasługi (1930)[1]